# Естонський історичний музей
Естонський історичний музей — муніципальна установа у м. Таллінн, яка спеціалізується на збереженні та популяризації історії Естонії.
Розташований в будівлі на вулиці Пікк в Старому місті Таллінна. Заснований аптекарем Йоганном Бурхардтом VIII (1776—1838), який утримував заклад, що відомий як Ратушна аптека (й донині знаходиться на Ратушній площі Таллінна).

## Філія в замку Маар'ямяе

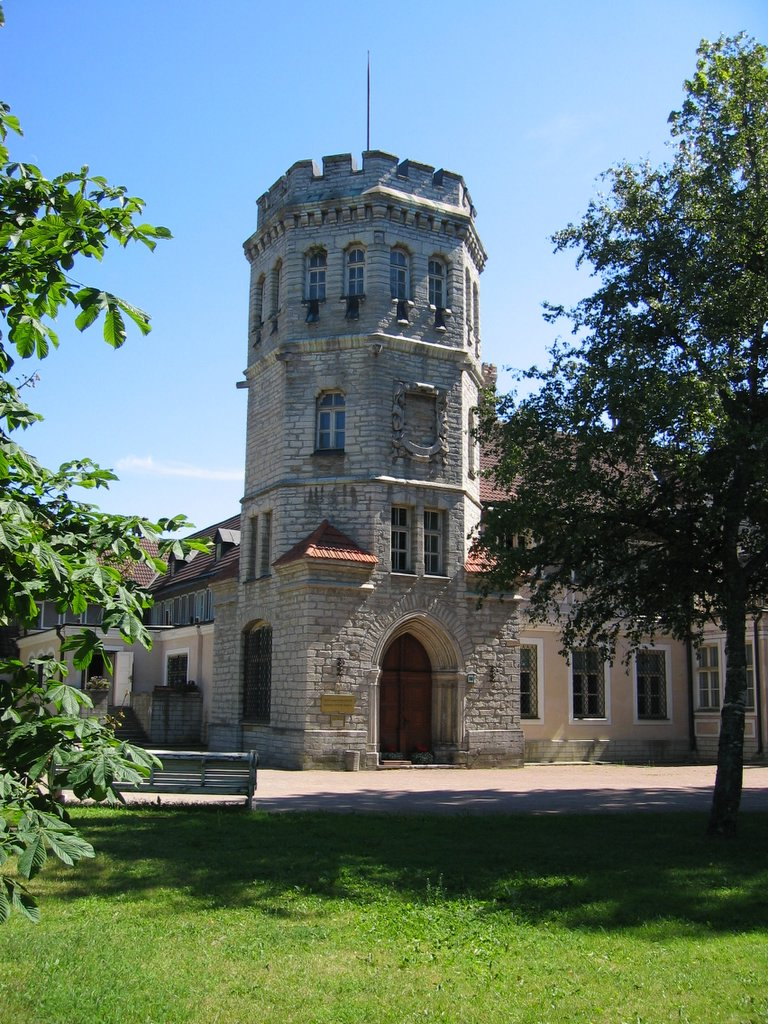
Замок Маар'ямяе

Замок Маар'ямае розташований в частині міста (адміністративно-територіальна одиниця Таллінна) Піріта. Замок був переданий музею в 1975 році. Експозиція філії охоплює період з початку XIX століття. В прилеглому до музею парку розташовані зібрані з усіх куточків Естонії пам'ятники активістам окупаційної комуністичної влади.
Своє ім'я замок отримав через назву прилеглого до нього парку Марієнберґ (нім. Marienberg, в естонському варіанті — Маар'ямяґі (ест. Maarjamägi)).